# Sarcophaga desaii
Sarcophaga desaii är en tvåvingeart som beskrevs av Nandi 1978. Sarcophaga desaii ingår i släktet Sarcophaga och familjen köttflugor.
Artens utbredningsområde är Myanmar. Inga underarter finns listade i Catalogue of Life.